# یواس‌اس هربرت (دی‌دی-۱۶۰)
یواس‌اس هربرت (دی‌دی-۱۶۰) (به انگلیسی: USS Herbert (DD-160)) یک کشتی بود که طول آن ۹۵٫۸۳ متر (۳۱۴٫۴ فوت) بود. این کشتی در سال ۱۹۱۹ ساخته شد.